# Nemoptera bipennis
Nemoptera bipennis je druh stuholetky (hmyz z řádu síťokřídlých), který se vyskytuje výhradně na Pyrenejském poloostrově.

## Vzhled
Vyjma úzkých zadních černobíle pruhovaných křídel je tento létavý hmyz žluto-černě strakatý. Rozpětí křídel je 3,5 až 5 cm. O larvách je málo informací, ale larvy příbuzných druhů se podobají pavoukům se šesti končetinami, mají kulaté silné tělo a velmi dlouhý, úzký krk. Na konci krku je malá hlava s velkými kusadly.

## Výskyt
Tato stuholetka se vyskytuje pouze na Pyrenejském poloostrově. I zde žije jen na několika málo místech, ale v oblastech svého výskytu se nachází v hojném množství. Žije na suchých travnatých loukách, především ve svazích. Dále se vyskytuje v řídkých borových lesích. Její největší výskyt je v blízkosti mořského pobřeží.

## Život
Přestože mají velká křídla, jsou za letu nemotorné a ve vzduchu plachtí. Sdružují se do hejn, ve kterých létají stále nahoru a dolů. O larvách je málo informací. Dospělí jedinci se přes den živí pylem. Larvy mají velká kusadla, a tak budou pravděpodobně dravé.